# Notinsel

Logo zur Kennzeichnung von Teilnehmern

Notinsel ist ein Netzwerk von Geschäften und Läden, in denen Kinder bei Gefahr Zuflucht finden.
Die Anlaufpunkte sind erkennbar durch das einheitliche Zeichen an der Eingangstür, auf dem drei Kinder stilisiert abgebildet sind mit dem Motto: „Wo wir sind, bist Du sicher.“

## Das Projekt
Das Projekt wurde von der Stiftung Hänsel und Gretel im Jahr 2002 in Karlsruhe gestartet und wird bundesweit umgesetzt. Mit dem Projekt Notinsel hat die Stiftung Hänsel+Gretel die Initiative ergriffen und eine Möglichkeit geschaffen, Kindern in Notsituationen Fluchtpunkte aufzuzeigen, in denen sie Hilfe bekommen. Notinseln können Einzelhandelsgeschäfte, Bäcker, Metzger, Friseure, kleinere Supermärkte, Apotheken, Banken uvm. werden, sofern sie geeignet sind und sich bereit erklären, Kindern zu helfen, wenn diese Hilfe benötigen. Jedes Notinsel-Partnergeschäft unterschreibt eine Selbstverpflichtung und erhält dann einen Aufkleber, der gut sichtbar für Kinder angebracht wird. Eine Handlungsanweisung im Laden weist die regionalen Notrufnummern aus und erläutert den Mitarbeitern, was im Notfall zu tun ist. Auf diese Weise können Kinder in Not in die gekennzeichneten Geschäfte flüchten und sicher sein, dass sie dort kompetente Hilfe finden.

## Botschafter
Das Projekt wird vielfach durch prominente Botschafter unterstützt. Axel Schulz, Moderator des Tigerentenclubs Pete Dwojak, oder auch Starfriseur Udo Walz (†) setzen sich für die Notinsel ein.

## Standorte
Das Projekt wird deutschlandweit in teilnehmenden Städten, Gemeinden und Landkreisen von verantwortlichen Partnern (Jugendamt oder gemeinnützige Organisationen) umgesetzt. Notinsel gibt es in über 230 Städten/Gemeinden/Landkreisen in Deutschland.